# Брак в Кане Галилейской (картина Гарофало)
«Брак в Кане Галилейской» (итал. Nozze di Cana) — картина итальянского художника Бенвенуто Тизи по прозванию Гарофало из собрания Государственного Эрмитажа в Санкт-Петербурге.
Картина иллюстрирует евангельский сюжет о первом чуде, сотворённом Иисусом — превращении воды в вино. В Евангелии от Иоанна этот эпизод описан следующим образом:

На третий день был брак в Кане Галилейской, и Матерь Иисуса была там. Был также зван Иисус и ученики Его на брак. И как недоставало вина, то Матерь Иисуса говорит Ему: вина нет у них. Иисус говорит Ей: что Мне и Тебе, Жено? еще не пришел час Мой. Матерь Его сказала служителям: что скажет Он вам, то сделайте. Было же тут шесть каменных водоносов, стоявших [по обычаю] очищения Иудейского, вмещавших по две или по три меры. Иисус говорит им: наполните сосуды водою. И наполнили их до верха. И говорит им: теперь почерпните и несите к распорядителю пира. И понесли. Когда же распорядитель отведал воды, сделавшейся вином, — а он не знал, откуда [это вино], знали только служители, почерпавшие воду, — тогда распорядитель зовет жениха и говорит ему: всякий человек подает сперва хорошее вино, а когда напьются, тогда худшее; а ты хорошее вино сберег доселе. Так положил Иисус начало чудесам в Кане Галилейской и явил славу Свою; и уверовали в Него ученики Его. 
Ин. 2: 1—11

Этот эпизод имеет огромное религиозное значение: Иисус совершил своё первое из 35 чудес; вода ставшая вином суть ясный намёк на таинство причастия. На картине возле Иисуса изображены шесть больших кувшинов — это скрытая аллегория: подобно тому как вода утаивала вино, Христос был скрыт от мира в течение шести библейских веков.
Внизу, правее младенца с собакой имеется надпись на латинском языке: D. M. XXXI SEPTEMBRIS HAS GRATIS PINXIT BENVENVTVS DE GAROFALO (1531 сентябрь безвозмездно написал Бенвенутус де Гарофало).

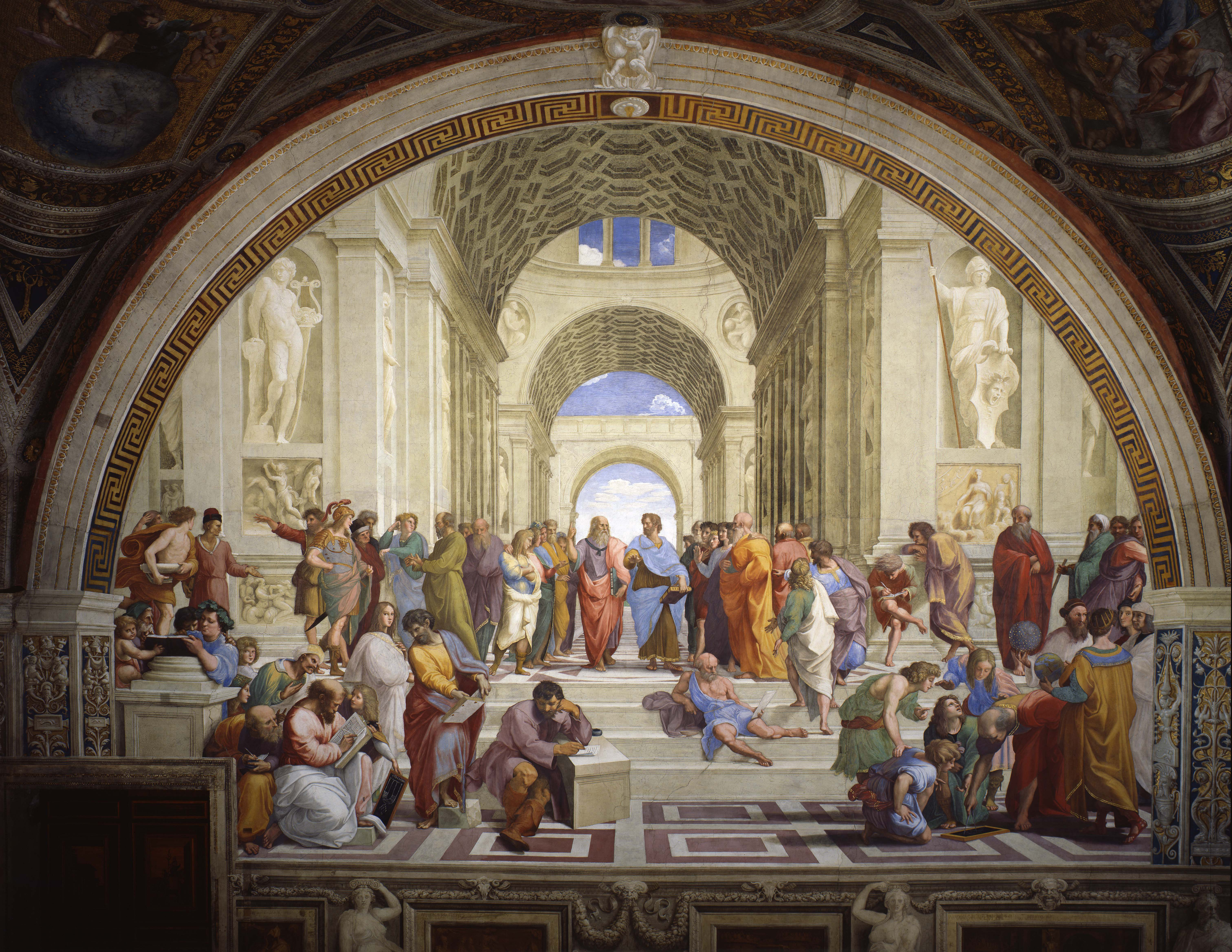
Рафаэль Санти. Афинская школа. 1510—1511. Фреска. Станца делла Сеньятура, Ватикан

Все персонажи на картине одеты по моде, характерной для современного художнику феррарского двора. А. Н. Бенуа счёл это произведение как характерную иллюстрацию нравов эпохи Возрождения. Прототипом архитектурного убранства на втором плане послужило изображение античного храма на фреске Рафаэля «Афинская школа» в Ватикане. Иногда художник вместо подписи изображал цветок гвоздики, по созвучию со своим прозвищем — Гарофало — гарофано (итал. garofano — гвоздика). И здесь мы видим что за корсаж невесты воткнута красная гвоздика.
Ведущий научный сотрудник отдела западноевропейского искусства Эрмитажа Т. К. Кустодиева, описывая картину, отмечала:

«Брак в Кане» интересен и как характеристика быта времён Гарофало, и как столкновение в одном произведении черт Раннего и высокого Возрождения: Раннего — в трактовке сюжета, Высокого — в решении архитектурного пространства, в ясности расположения отдельных групп, в идеализации образов.

С момента создания в 1531 году картина находилась в трапезной монастыря Сан-Бернардино в Ферраре. Первоначально верх картины был закруглен, позднее углы надставили, придав полотну прямоугольную форму. В 1792 году она была выкуплена у обедневших монахинь папой Пием VI; после его смерти унаследована племянником Пия VI графом Пио Браски. В 1840 году он, испытывая денежные затруднения, решил продать часть коллекции своего дяди и несколько картин было приобретено по распоряжению императора Николая I, в том числе и две картины Гарофало: «Брак в Кане Галилейской» и «Чудо с хлебами и рыбами» (последняя в 1931 году была передана из Эрмитажа в новообразованный Дальневосточный художественный музей в Хабаровске). Тогда же герцогом Луиджи Браски были куплены картины «Аллегория Ветхого и Нового завета» и  «Несение креста», однако в 1842 году русский посол в Риме убедил его продать их императору Николаю I; таким образом в России оказался комплект из четырёх картин Гарофало, исполненный им для монастыря Сан-Бернардино.
По прибытии в Россию картина была отправлена в Большой Гатчинский дворец, в 1898 году передана в Эрмитаж, c 1910-х годов долгое время не выставлялась, хранилась накрученной на вал и была продемонстрирована публике лишь в 2007 году, после реставрации. Выставляется в здании Нового Эрмитажа в зале 229 (Зал Рафаэля).
Существует ещё одна картина Гарофало на этот же сюжет, хранящаяся в Галерее Боргезе в Риме; причем на ней первый план композиционно очень близок к эрмитажной картине, также имеется значительное совпадение ряда персонажей: например повторены позы Христа и невесты. Кроме того, образ невесты Гарофало использовал в картине «Аллегория Ветхого и Нового завета», которая также находится в Эрмитаже.